# Дейфон
Дейфон (лат. Deiphon) — своеобразный род силурийских трилобитов из отряда факопид (Phacopida), семейства Cheiruridae, останки которого были обнаружены на территории Западной и Центральной Европы, а также в центре и на западе США. Типовой вид, Deiphon forbesi, известный из отложений Богемии, был открыт и впервые описан французским палеонтологом Йоахимом Баррандом в 1850 году. Известен тем, что имел весьма необычную форму, благодаря чему его останки весьма легко узнать в геологических формациях. Однако в некоторых источниках упоминается, что по меркам тех времён дейфон был весьма обычным трилобитом.

## Описание
Дейфон имел уплощённую, шарообразную глабель с маленькими, похожими на бородавки, наростами. Если она заполнялась жиром или какой-либо другой жидкостью, то тогда, вероятно, обеспечивала животное плавучестью. С другой же стороны, трилобиты с большими глабелями часто считаются плотоядными, так как ёмкость глабели наполнялась бы пищеварительными органами или использовалась для хранения проглоченной/захваченной добычи. Свободные щёки цефалона (головы артропод) образовывали пару длинных, загнутых шипов, а сегменты плевральной доли были разделены и удлинены в некие реброобразные подпорки. Эти особенности, вместе с V-образным пигидием придавали этой разновидности трилобитов весьма забавную форму, похожую на таковую у рыбьего скелета. Также очевидно, что эти удлинённые шипы выполняли оборонительную функцию, так как при атаке какого-либо позвоночного хищника, к примеру, представителя акантодов ностолеписа, они бы попросту вонзились ему в горло.
Размеры этой самой глабели, как и размеры завитков пигидия и тех свободных боковых шипов, отличали виды дейфона друг от друга. Панцири дейфонов были тонкими и лёгкими.
У представителей семейства Cheiruridae была возможность и привычка совершать в воде обороты, крутиться чтобы защищать уязвимую брюшную зону, а шипы, вероятно, могли совершать выпады. У взрослых особей тело разделялось на девять сегментов, не считая цефалона и пигидия, которые формируют как минимум два сегмента, соединённых друг с другом воедино).

## Палеоэкология
Поскольку некоторые из высокоорганизованных производных разновидностей трилобитов, принадлежащих к Cheiruridae, а именно — такие трилобиты, как Crotalocephalus или Cybelloides, считались планктерами (элементами планктона, виды дейфона относили к таковым в том числе. В основном предполагалось, что внутренняя полость глабели этого трилобита заполнялась жиром (или какой-либо другой жидкостью) и позволяла ему держаться на плаву вместе с другими организмами, входящими в состав колонии планктона, а удлинённые плевральные доли спасали от затопления. Если это был нектонный или планктонный трилобит, то сферическая глабель, похожие на грудную клетку плевральные доли и похожие на шипы боковые (щёчные) отростки цефалона — все это крайне отрицательно складывалось на его гидродинамических способностях, поэтому либо дейфон практически не умел плавать, либо был совсем медлительным пловцом и кормился фитопланктоном или медленно передвигавшимся зоопланктоном.
С другой же стороны, из-за столь спорной гидродинамики дейфона и его относительно маленьких глаз (в противоположность огромным глазам, которые обычно находят у планктонных трилобитов), некоторые специалисты считают, что это был донный хищник, гнавшийся за жертвой посредством быстрого перемещения по субстрату, начиная плыть только в случае крайней необходимости (например, когда нужно спастись от каких-либо крупных плотоядных). В пользу этой гипотезы говорит также тот факт, что глаза дейфона были развернуты вперёд, из чего можно сделать вывод, что он проводил много времени в активном движении над донным осадком. Возможно также, что он использовал свою непомерно большую глабель, чтобы временно хранить там захваченную жертву перед последующим её перевариванием.
А плавали они, вероятно, перевернувшись вниз спиной, подобно современным щитням (представителям ракообразных), вышеупомянутые шипы при этом могли выполнять функции стабилизаторов. Во время плавания дейфоны гребли ножками, а широкий панцирь их использовался как своеобразное гидродинамическое крыло (что отличает этого животного от множества других трилобитов).